# Bulánka
Vesnice Bulánka je částí obce Oleška, ležící ve Středočeském kraji, v okrese Praha-východ. Bulánka leží necelé 2 km severovýchodně od Olešky.
Ve vesnici je sbor dobrovolných hasičů SDH Bulánka.

## Historie
Obec byla založena koncem 18. století zčásti na knížecích pozemcích a zčásti na pozemcích patřících obci Oleška.